# مسجد التوبة (تتارستان)
مسجد التوبة هو مسجد يقع في الجزء القديم من مدينة نابريجناي تشلني على نهر كاما.

## تاريخ المسجد
بدأ بناء المسجد في عام 1989 وتزامن مع الذكرى السنوية 1100 لدخول بلغار الفولغا الإسلام. تم بناء المسجد من تبرعات المسلمين ومنظمات المدينة من ميزانية المدينة وتبرعات الدول الإسلامية. تم تمويل ربع تكلفة العمل من قبل الإدارة الروحية المركزية لمسلمي روسيا.
قام ببناء المشروع المهندس المعماري باسيروف ومجموعة من المصممين. تم الانتهاء من البناء في عام 1992.
من عام 1997 إلى عام 1999، قام إيات نسيموفيتش بواجبات إمام المسجد.

## الهندسة المعمارية

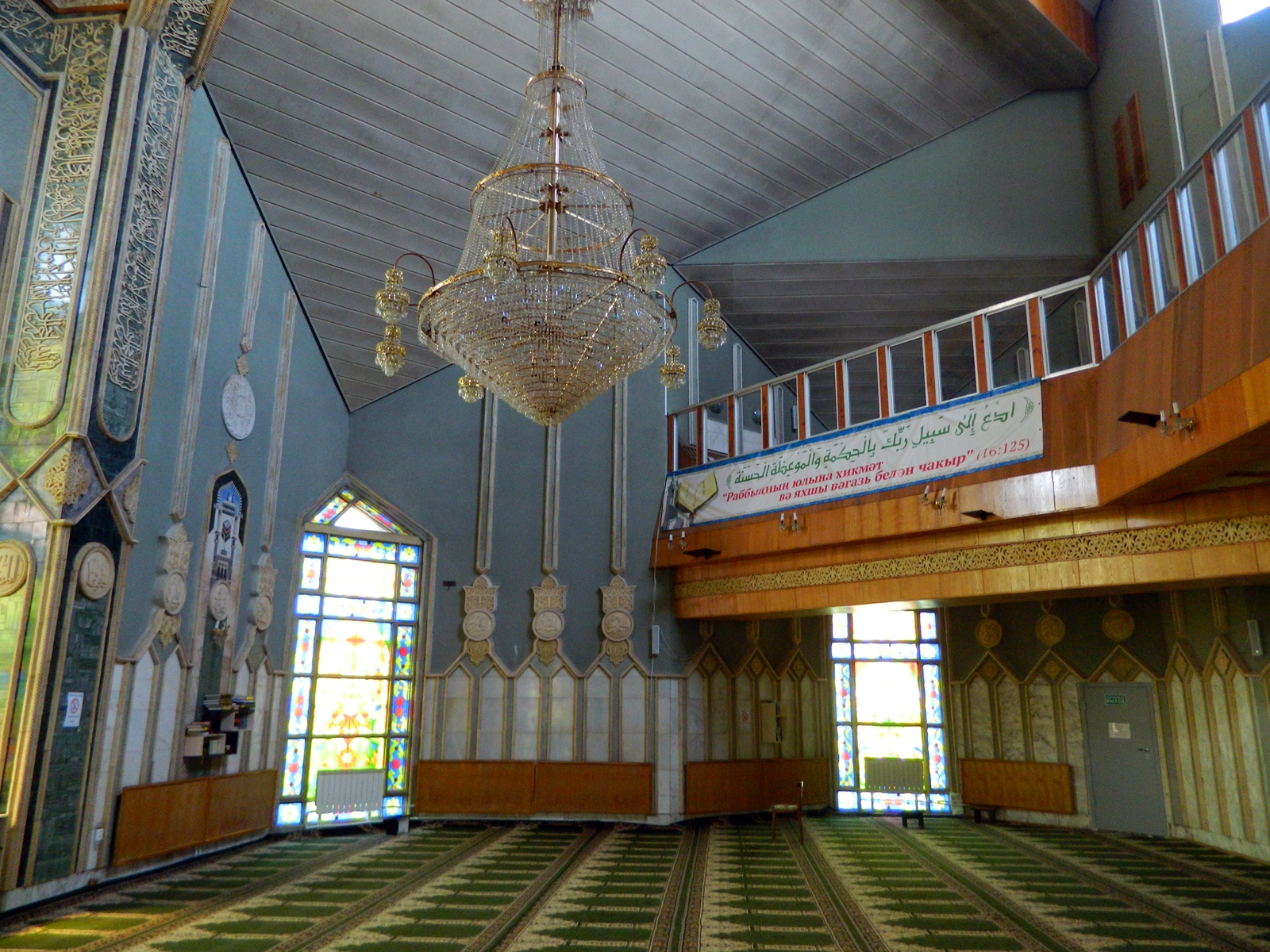
قاعة الصلاة في مسجد التوبة - تتارستان - 2016

ينتمي بناء المسجد إلى نوع مساجد القاعة المصنوعة بأسلوب عصري ومبنية من الطوب سيليكات. تواجه واجهات المسجد من بلاط الحجر الجيري الفاتح، وقاعدة الجرانيت الأسود المصقول. نُقشت مقتطفات من القرآن الكريم على واجهة النصف الجنوبي من المسجد. تم تزيين الجزء العلوي من المسجد من الداخل بميداليات رخام أبيض، مغطى بزخارف نباتية منحوتة. المحراب مزين بالرخام الأسود ومزين بآيات منحوتة من القرآن.
يحتوي المسجد على مدخلين منفصلين: غربي للرجال وشرقي للنساء. تحتوي قاعة المسجد على سقف تقليدي مائل ومصمم لـ 130 زائرًا. تقع المئذنة التي يبلغ طولها 53 مترًا في الطرف الشمالي من المبنى وهي عبارة عن صندوق مثمن مع درج من أربع رحلات.
بدلاً من السقف، يحتوي على شرفة معبدة يمكنك من خلالها دخول قاعة الصلاة من خلال الدهليز في قاعدة المئذنة. تقع مداخل المسجد على الواجهات الغربية (الذكور) والشرقية (الإناث) للمبنى المكون من طابق واحد. المساحة الإجمالية للمبنى 1.300م².
يتكون المسجد من نصفين للذكور والإناث، ويفصل بينهما حاجز. تقع غرف الوضوء والحمامات في الجزء الشمالي والسلالم وخزانة الملابس في الجزء الجنوبي. وقاعة الصلاة مغطاة بسقف يميل إلى المحراب. بين السقوف المنحدرة توجد فتحات رأسية بنوافذ ذات زجاج ملون على الواجهة الشمالية. في النصف الشمالي من القاعة شرفة للنساء، منها مدخل إلى المئذنة. في عام 2010، تم افتتاح محلات للوضوء في الفناء، بدلاً من مرآب سابق. كما بدأ بناء غرفة لغسل الأموات في مؤخرة الفناء.